# Rafael Barroeta y Castilla

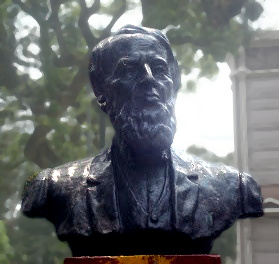
Rafael Barroeta y Castilla

Rafael Barroeta y Castilla (* 5. Oktober 1766 San Miguel (El Salvador); † 13. August 1826 in San José (Costa Rica)) war Präsident von Costa Rica.

## Leben
Seine Eltern waren Ana Gertrudis Castilla y Andurrián und Juan Antonio Barroeta e Iturrio.
Er studierte Rechtswissenschaft an der Universidad de San Carlos de Guatemala.
Im Januar 1792 wurde er zum Armenanwalt bei der Real Audiencia ernannt, ein Amt, welches er bis Februar 1794 ausübte als er stellvertretend für José del Barrio González zum Relator an der Real Audiencia ernannt wurde.
1801 heiratete er Bárbara Enríquez Díaz Cabeza de Vaca y Palacios aus Nicaragua.
Bárbara Enríquez Díaz Cabeza de Vaca y Palacios war die Schwester von Alejandro Díaz Cabeza de Vaca, welcher 1824 Präsident von Guatemala war.
Ende 1805 erhielt er eine Anstellung als Assessor Letrado (Absolvent einer Universität, mit Rechtswissenschaftshabilitation) des Gouverneurs in Costa Rica, der ärmsten Provinz Neuspaniens, und zog mit seiner Familie dorthin. 1805 war er Statthalter des Gouverneurs von Bagaces. 1811 erhielt er stellvertretend für den Gouverneur Juan de Dios de Ayala y Toledo das Kommando über die Provinz Costa Rica. 1818 und 1819 war er Alcalde von Cartago und 1820 war er Alcalde von San José (Costa Rica).
1821 war er Mitglied der Junta de Legados de los Pueblos, eine von den Cabildos delegierte Regierung.
Er saß der Junta de Electores welche Costa Rica vom 6. bis zum 13. Januar 1822 regierte vor.
Für den Rest von 1822 war er Mitglied der Junta Superior Gubernativa, welcher er vom Januar bis März 1822 vorsaß.
Ebenfalls war er Mitglied der zweiten Junta Superior Gubernativa, welche vom Januar bis März 1823 Costa Rica regierte.
Er war Anhänger der Annexion von Zentralamerika an das mexikanische Imperium von Agustín de Itúrbide. Die Junta de Legados de los Pueblos entsandte Delegierte in den Congreso Constituyente de México 1821.
1823 musste er wegen Altersdemenz von seinen politischen Ämtern zurücktreten.